# Rastislavice
Rastislavice (Hongaars:Dögös) is een Slowaakse gemeente in de regio Nitra, en maakt deel uit van het district Nové Zámky.
Rastislavice telt 923 inwoners.